# Nieste
Nieste è un comune tedesco di 2 080 abitanti, situato nel land dell'Assia.